# REPowerEU
REPowerEU es un plan la Comisión Europea para «poner fin a la dependencia de la Unión Europea con respecto a los combustibles fósiles rusos». La medida es una respuesta a las perturbaciones del mercado de la energía causadas por la invasión rusa de Ucrania de 2022. El Colegio de Comisarios pretende implementar el plan mediante «el ahorro de energía, la diversificación del suministro de energía y el despliegue acelerado de las energías renovables para sustituir a los combustibles fósiles en los hogares, la industria y la producción de electricidad».
El Mecanismo de Recuperación y Resiliencia (MRR) ocupa un lugar central en el plan, ya que apoya la financiación de las infraestructuras nacionales y transfronterizas.

## Contexto

### Respuesta de la Unión Europea a la invasión rusa de Ucrania
La respuesta de la Unión Europea a la invasión rusa de Ucrania hace referencia a las diferentes medidas adoptadas e impuestas por la Comisión Europea, el Consejo y el Consejo Europeo (Estados miembros) para sancionar económicamente a Rusia, contrarrestar los efectos de la agresión rusa iniciada en febrero de 2022 y apoyar económica y militarmente a Ucrania. Desde el inicio de la intervención militar, la UE y varios de sus aliados como Estados Unidos, decidieron aumentar las sanciones contra el gobierno ruso iniciadas en 2014 a fin de «paralizar» la capacidad rusa para «financiar su maquinaria de guerra» y dificultar su manejo de activos para obtener liquidez. Adicionalmente, varios gobiernos nacionales de los Estados miembros decidieron enviar armamento y ayuda económica al gobierno ucraniano mediante fondos nacionales y el Fondo Europeo de Apoyo a la Paz, así como facilitar la entrada de refugiados ucranianos a la Unión.
Desde el inicio de la invasión más de 7 millones de refugiados han huido hacia el territorio de la Unión Europea. En consecuencia, ya desde marzo de 2022, este flujo de personas —solo los nacionales ucranianos— se beneficia de la acogida dentro de la UE durante un máximo de tres años sin necesidad de solicitar asilo en el marco de la Directiva de Protección Temporal.
Por otra parte, con base en el Fondo Europeo de Apoyo a la Paz, el 28 de febrero de 2022 la Comisión dispuso la creación de una célula encargada de coordinar la compra de armamento para sostener al gobierno ucraniano. La Comisión también decidió movilizar el Centro de Satélites de la Unión Europea (EU SatCen) para prestar servicios de inteligencia a Ucrania. Para mayo de 2023, los Estados de la Unión habían comprometido ayuda militar, financiera y humanitaria a Ucrania por valor de 68.400 millones de euros, una cantidad muy similar a la de Estados Unidos.
Entre tanto el canciller alemán, Olaf Scholz, anunció un rearme del ejército de su país de proporciones nunca vistas desde el fin de la Segunda Guerra Mundial en Europa. Además, Alemania negó la certificación de gasoducto ruso-alemán Nord Stream 2 —que finalmente perjudicaría a Ucrania—, cuya construcción finalizó en 2021, pero que aún no había entrado en funcionamiento. El gasoducto fue volado en septiembre de 2022.

## Medidas
- Ahorro de energía
- Diversificación de los suministros y apoyo a socios internacionales
- Aceleración del despliegue de las energías renovables en la Unión Europea
- Reducción del consumo de combustibles fósiles en la industria y el transporte

## Mecanismo de Recuperación y Resiliencia
El fondo único de recuperación NGEU, creado finalmente en la Cumbre Europea de julio de 2020, pretende reparar al menos una parte de los daños causados por la pandemia del COVID-19, al tiempo que apoya los objetivos ecológicos y digitales de la Unión a largo plazo.
El NGEU está limitado en el tiempo: el 70 % de las subvenciones proporcionadas por el Mecanismo de Recuperación y Resiliencia (RRF) se comprometerán en los años 2021 y 2022. El 30 % restante se comprometerá en 2023. Las claves de asignación para los años 2021-2022 son la tasa de desempleo y para el 2023 la pérdida acumulada del Producto interno bruto real observada durante el periodo 2020-2022.
El dinero prestado en nombre de la UE se destinará a 390.000 millones de euros en subvenciones de ayuda y 360.000 millones de euros en préstamos de mayor duración, y se devolverá en 2028-2058. El paquete parece grande, pero tendrá un efecto fiscal neto en toda la eurozona de apenas un 1 % anual. Se destinarán 672.500 millones de euros al programa de reconstrucción de la UE tras la crisis de 19 años como instrumento principal, y los 77.550 millones restantes a través de los programas existentes de la UE.